# Франце Прешерен
Франце Прешерен (словен. France Prešeren; Врба, 3. децембар 1800 — Крањ, 8. фебруар 1849) био је романтичарски словеначки књижевник, чије су песме преведене на многе језике.
Он је сматран највећим словеначким класичним песником и инспирисао је каснију словеначку књижевност. Написао је прву словеначку баладу и први словеначки еп. После његове смрти, постао је водеће име словеначког књижевног канона.
Франц је повезао мотиве сопствене несрећне љубави са мотивом несрећне, потчињене домовине. Нарочито после Другог светског рата у словеначким земљама, један од Прешернових мотива, „непријатељско богатство“, Словенци су усвојили као национални мит, а Прешерен је описан као да је свеприсутан попут ваздуха у словеначкој култури.
Прешерен је живео у сукобу са грађанским и верским установама, као и са љубљанском покрајинском буржоазијом. Развио је тешки алкохолизам и покушао је да се убије у најмање два наврата, суочавајући се са одбијањима и гледајући како већина његових најближих пријатеља трагично умире. Његова лирика се бавила љубављу према отаџбини, страдалном човечанству, као и неоствареном љубављу према својој музи Јулији Примић.
Он је писао поезију првенствено на словеначком, али и на немачком. Живео је у Крањској и у почетку се сматрао Крањцем, али је постепено усвојио шири словеначки идентитет.

## Биографија
Прешерен је рођен 1800. године у селу Врби, у тадашњој Аустрији. Основну школу је завршио близу родног места, а гимназију у Љубљани. Права је учио у Бечу, живећи оскудно. Радио је упоредо као наставник у једном васпитном заводу за племићке синове, а када је изгубио то место, јер се огрешио о строге религиозне назоре те школе, био је домаћи учитељ. 
По завршеним студијама Прешерен се вратио у Љубљану као доктор права, где се запослио као помоћник у фирми адвоката Леополда Баумгартнера. Непрестано се трудио да постане самостални адвокат, поднео је чак шест пријава, али није успео. Године 1832. накратко се преселио у Клагенфурт у нади да ће унапредити своју каријеру, али се после мање од годину дана вратио у Љубљану. У пролеће 1833. упознао је Јулију Примић, ћерку богатог трговца, која ће постати неостварена љубав његовог живота. Године 1833, постао је члан друштвеног клуба љубљанског високог друштва, под називом Казино друштво словен. Kazinsko društvo,  ), и упознао Јулију 1834. и 1835. у позоришту и на играма у Казину, али није имао храбрости да јој директно покаже своја осећања према њој. Године 1834, почео је да ради као помоћник свог пријатеља Блажа Кробата, који је Прешерну дао довољно слободног времена да се бави књижевним активностима. Исте године упознаје чешког романтичног песника Карела Хинека Махе и хрватског песника рођеног у Словенији Станка Враза и са њима води дуге и плодне разговоре о поезији.
Прешерен је у животу имао једног великог пријатеља. То је Матија Чоп, његов друг из детињства. Чоп је био слободоуман и напредан дух, веома учен. Он први отворено и смело устаје против назадних и старинских схватања о књижевности, и својим талентом и великим знањем брани народни језик и народну поезију. Поред осталих, он је са Прешерном кренуо песнички алманах „Kranjska čbelica“, у којој је Прешерен објавио своје прве песме. Назадни клерикални и аустрофилски духови бунили су се против Чопових идеја и против Прешернове еротичне поезије, али је омладина била уз Чопа и Прешерна. Чоп је у Прешерну видео великог песника, зато га је бранио и подстицао на стварање; Прешерен је опет у њему нашао свога учитеља и друга у борби. Чопова смрт је за њега била велики удар. Он му посвећује спев Krst pri Savici (Крштење код Савице) и елегију у спомен Матије Чопа.
Поред овога великог пријатеља, Прешерен је имао и једну велику љубав, достојну помена због песама које је инспирисала песнику. Као Петрарка Лаури, тако је и Прешерен испевао Sonetni Venec (Сонетни венац) својој драгој. Сваки нови сонет почиње последњим стихом претходног. Тих четрнаест стихова који се понављају чине последњи, петнаести сонет — магистрале. Слова којима почињу стихови магистрала дају име његове драге: Примицови Јулији. Ту конвенционалну и виртуозну технику сонета Прешерен је мајсторски савладао и њоме изразио своју сетну и болну љубав уједно са снажним и племенитим родољубљем. То су најлепше љубавне песме у словеначкој књижевности, пуне топлине, нежности и отмене сете. „Крштење код Савице“ је романтични еп, са предметом из најстарије словеначке историје. Ту је опевана љубав последњег многобошца Чртомира према лепој хришћанки Богумили. Под њеним утицајем Чртомир се покрштава, али се Богумила не удаје за њега, већ и даље живи у верском заносу и у нади да ће се на оном свету састати са Чртомиром, који се, разочаран у љубави, и сам одаје сав вери.
Водник је писао песме у народном духу и на народном језику, али је то више поучна и добронамерна поезија, одвећ једноставна и песничким обликом и садржајем. Зато се Прешерен сматра као творац праве националне поезије. Он је створио нов песнички језик из елемената словеначког народног говора и народне песме словеначке и био принуђен да створи сасвим нову версификацију. Нови метрички облици које је Прешерен створио толико су савршени и мелодични, да је до данас остао ненадмашан и с правом назван највећим словеначким песником. Његова снага у изразу, склад у композицији, ритам који одговара основном песникову расположењу извиру из његове велике и богате песничке душе. Код њега је, као код свих великих песника, лепота израза једнака снази осећања.
Из свих његових песама избија дах искрености, топлине и једноставности. То је поезија болна и меланхолична. Његов песимизам није књишка мода и намештен став према животу, већ спонтан израз душе. Можда је најбоља његова песма онај сонет о несрећној судбини „О, Vrba“, у коме жали што није остао у очинском дому поред „једног верног срца“ и с вером у Бога, далеко од сумњиве људске мудрости и болне страсти.
Прешерен је писао и сатиричне песме, и то су прве сатиричне песме у словеначкој поезији. Оне су пуне духа и ироније, умерене и дискретне. У њима исмева лажни морал, књижевне цензоре и људе који служе туђину.
Прешеренова је заслуга за словеначку поезију огромна. Без претходника и узора, иако је у школи учио на туђем језику, он ствара савршен уметнички изражај из елемената народног говора, лирику која је садржајно значила победу субјективне и световне поезије у словеначкој књижевности.